# Dourdan

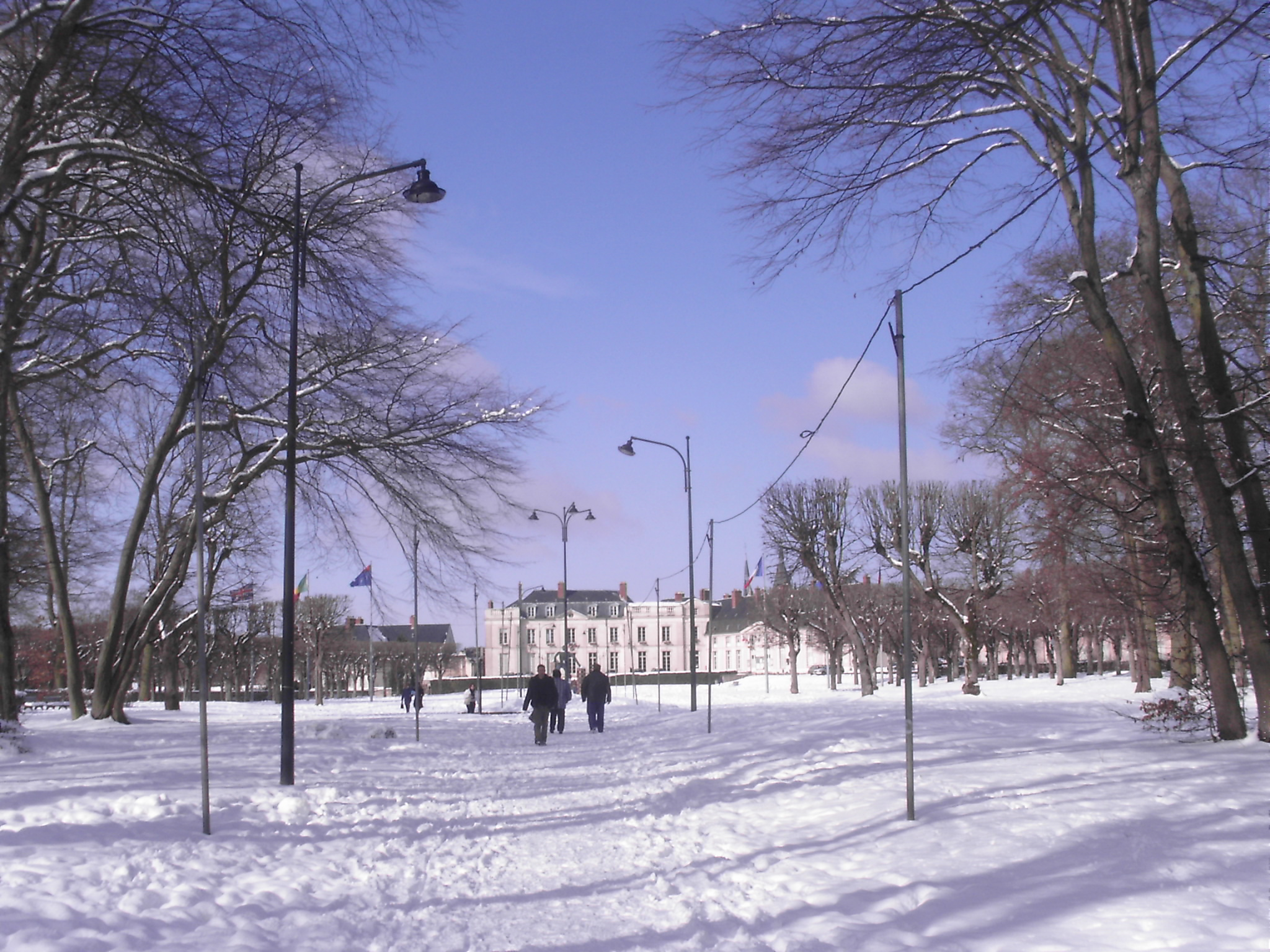
Park med rådhuset i bakgrunden

Dourdan är en kommun i departementet Essonne i regionen Île-de-France i norra Frankrike omkring 60 km sydväst om Paris, och cirka 40 km nordväst om Chartres. Staden ligger i den sydligaste delen av departementet Essonne vid floden Orge. Dourdan är omgivet av skogar, la forêt domaniale de Dourdan.

## Historia
Namnets ursprung är galliskt. Dourdan kommer troligen från det galliska ordledet dour/dor som betyder vatten eller flod, och som kan finnas också i namnet på den engelska staden Dover. Enligt tillförlitliga källor betyder det galliska ordledet dan hög. Dourdan liggar i närheten av ett gammalt sandstensbrott; därför blev byn redan under den galloromanska Antiken ett viktigt keramikcenter för hela regionen. I den näraliggande staden Etampes ligger för övrigt alltjämt ett sandstensbrott.
Dourdan är bekant eftersom byn var hemvist för Hugo den Store (’’Hugues le Grand’’). Hugo den Store, också kallad Hugo den Vite (’’Hugues le Blanc’’), var Hugo Capets fader, grundaren av det kommande Konungariket Frankrike. Där avled Hugo den Vite 956. När Hugo Capet blev kung 987 blev Dourdan också en kunglig stad.
År 1220 beslutade Filip II August av Frankrike att bygga sig ett nytt slott i Dourdan. Med tiden utvecklades slottet till en borg. Borgen kvarstod som kunglig slottsbyggnad fram till Franska revolutionen.

## Befolkningsutveckling
Antalet invånare i kommunen Dourdan
| Referens: INSEE |

## Minnesmärken
- Kyrkan Saint-Germain-l'Auxerrois
- Borgen
- Saluhallen